# تپه یانی قلعه
تپه یانی قلعه مربوط به دوران پیش از تاریخ ایران باستان تا دوران‌های تاریخی پس از اسلام است و در شیروان، ۳۷ کیلومتری شمال غرب شهر واقع شده و این اثر در تاریخ ۲۴ تیر ۱۳۸۲ با شمارهٔ ثبت ۹۲۴۲ به‌عنوان یکی از آثار ملی ایران به ثبت رسیده‌است.